# Rolf Lauer (Kunsthistoriker)
Rolf Ferdinand Lauer (* 20. Oktober 1944 in Edenkoben) ist ein deutscher Kunsthistoriker. Er war von 1975 bis 2007 Mitarbeiter der Kölner Dombauverwaltung. Von 1975 bis 2007 leitete er das Dombauarchiv, von 1976 bis 2006 war er Schriftleiter und seit 1989 Mitherausgeber des Kölner Domblatts. Er veröffentlichte als Autor und Herausgeber zahlreiche Arbeiten zum Kölner Dom und zu dessen Kunstschätzen.

## Jugend und Ausbildung
Rolf Lauer wuchs in Neustadt an der Weinstraße auf, wo er das Kurfürst-Ruprecht-Gymnasium besuchte. 1964 begann er an der Ludwig-Maximilians-Universität München ein Studium der Kunstgeschichte mit den Nebenfächern klassische und christliche Archäologie sowie Vor- und Frühgeschichte. 1966 wechselte er an die Rheinische Friedrich-Wilhelms-Universität Bonn. 1974 wurde Lauer unter den Professoren Herbert von Einem und Hermann Schnitzler mit einer Dissertation über die ottonische Buchmalerei unter dem Mainzer Erzbischof Willigis promoviert, die insbesondere den Bilderzyklus des Gebetbuchs Ottos III. behandelte.
Im Anschluss an seine Promotion begann Lauer im August 1974 ein fast einjähriges Volontariat in der von Horst Vey geleiteten Staatliche Kunsthalle Karlsruhe. Zum 1. August 1975 trat er als Nachfolger von Herbert Rode in der Kölner Dombauverwaltung die Stelle des Leiters des Dombauarchivs an.
Zu Lauers Aufgaben gehörte die Inventarisierung und später auch die digitale Erfassung der Archivalien der Dombauverwaltung und die wissenschaftliche Inventarisierung der Kunstwerke und des Sammlungsbestandes des Kölner Domes. Die Handbibliothek der Dombauverwaltung, die vornehmlich ein Arbeitsmittel der Mitarbeiter der Dombauverwaltung darstellte, baute er von einem ursprünglichen Bestand von etwa 4.000 Bänden auf mehr als 20.000 Bände aus. Sie wurde damit eine bedeutende wissenschaftliche Spezialbibliothek für Fachliteratur zum Kölner Dom, seiner Geschichte, Kunstgeschichte und Architektur.
Neben klassischen Archivalien bewahrt das Dombauarchiv auch einen umfangreichen Bestand an Gemälden, Druckgrafik, Fotografien und kunstgewerblichen Objekten mit Bezug zum Kölner Dom auf. Lauer gelang es, während seiner Tätigkeit zahlreiche bedeutende Objekte ausfindig zu machen und anzukaufen. Dazu gehörten auch Teile der Domausstattung, die als verloren betrachtet wurden, wie eine Tafel des Agilolphusaltars, eine Büste des Klarenaltars und eine Statue der Heiligen Katharina vom gotischen Hochaltar des Domes.
Als Leiter des Dombauarchivs war Lauer auch Schriftleiter und ab 1989 Mitherausgeber des Kölner Domblatts. Er war für 31 Ausgaben mit einem Gesamtumfang von fast 10.000 Seiten verantwortlich. Neben seiner Redakteurstätigkeit bereicherte er das Domblatt mit eigenen wissenschaftlichen Veröffentlichungen, so als Mitautor von Beiträgen über das Gerokreuz im Jahr 1976 und über den Altar der Stadtpatrone 1987.
Lauers eigene kunsthistorische Forschungen hatten eine Reihe von Schwerpunkten, darunter der Dreikönigenschrein, die mittelalterlichen Glasmalereien des Domes und die Dombildhauerei des 19. Jahrhunderts mit den Arbeiten von Kölner Dombildhauern wie Christian Mohr, Peter Fuchs und Franz Meynen. Von herausragender Bedeutung sind seine Forschungen und Veröffentlichungen zum mittelalterlichen Bildprogramm des Domchores und zur Ausstattung der Chorkapellen vor und nach der Chorweihe im Jahr 1322.
Seit 1982 hatte Lauer einen ständigen Lehrauftrag am Kunsthistorischen Institut der Rheinischen Friedrich-Wilhelms-Universität in Bonn. Darüber hinaus lehrte er an der Ruhr-Universität Bochum und an der Philipps-Universität Marburg.
Zum 1. Mai 2007 trat Rolf Lauer in den Ruhestand. Er betreute in der Folgezeit noch einige Forschungsvorhaben und arbeitete an einer Monografie zum Dreikönigenschrein.
Lauers Nachfolge als Leiter des Kölner Dombauarchivs trat Klaus Hardering an. Herausgeber des Kölner Domblatts wurde neben Hardering die Kunsthistorikerin Leonie Becks.

## Ehrungen
Anlässlich Lauers Ausscheidens aus dem Berufsleben veranstaltete die Kölner Dombauverwaltung am 4. und 5. Mai 2007 in der Dombauhütte ein wissenschaftliches Kolloquium unter dem Titel Der Kölner Dom und »was damit zusammenhängt«. Die 17 Fachvorträge des Kolloquiums behandelten Themen der Archäologie und der Bau- und Kunstgeschichte des Kölner Domes. Sie wurden fast vollständig als Festschrift für Rolf Lauer in einem Band des Kölner Domblatts veröffentlicht.

## Veröffentlichungen (chronologische Auswahl)
- Rudolf Ferdinand Lauer: Studien zur ottonischen Mainzer Buchmalerei. Dissertation, Rheinische Friedrich-Wilhelms-Universität, Bonn 1974, Nachdruck Bonn 1987;
- Christa Schulze-Senger und Rolf Lauer: Das Gero-Kreuz im Kölner Dom. Ergebnisse der restauratorischen und dendrochronologischen Untersuchung im Jahre 1976. In: Kölner Domblatt 1976, Folge 41, S. 9–56, ISSN 0450-6413;
- Rolf Lauer: Die Skulptur des 19. Jahrhunderts im Kölner Dom. In: Eduard Trier und Willy Weyres (Hrsg.): Kunst des 19. Jahrhunderts im Rheinland. Band 4. Plastik. Schwann, Düsseldorf 1980, S. 13–62, ISBN 3-590-30254-2;
- Rolf Lauer, Christa Schulze-Senger und Wilfried Hansmann: Der Altar der Stadtpatrone im Kölner Dom. In: Kölner Domblatt 1987, Folge 52, S. 9–80, ISSN 0450-6413;
- Rolf Lauer: Bildprogramme des Kölner Domchores vom 13. bis zum 15. Jahrhundert. In: Ludger Honnefelder (Hrsg.): Dombau und Theologie im mittelalterlichen Köln. Festschrift zur 750-Jahrfeier der Grundsteinlegung des Kölner Domes und zum 65. Geburtstag von Joachim Kardinal Meisner. Verlag Kölner Dom, Köln 1998, S. 185–232, ISBN 3-922442-27-7;
- Leonie Becks und Rolf Lauer: Die Schatzkammer des Kölner Domes (Meisterwerke des Kölner Domes 6). Verlag Kölner Dom, Köln 2000, ISBN 3-922442-41-2;
- Rolf Lauer: Der Schrein der Heiligen Drei Könige (Meisterwerke des Kölner Domes 9). Verlag Kölner Dom, Köln 2006, ISBN 978-3-922442-53-0;
- Ulrike Brinkmann und Rolf Lauer: Judendarstellungen im Kölner Dom. In: Der Kölner Dom und ›die Juden‹. Fachtagung der Karl Rahner Akademie Köln in Zusammenarbeit mit der Dombauverwaltung Köln vom 18. bis zum 19. November 2006 (Kölner Domblatt 2008, 73. Folge). Verlag Kölner Dom, Köln 2008, S. 13–58, ISBN 978-3-922442-65-3.